# President de la Junta de Caps de l'Estat Major dels Estats Units
El  President de la Junta de Caps d'Estat Major  (anglès:  Chairman of the Joint Chiefs of Staff  - CJCS) és el màxim rang al servei actiu de les Forces Armades dels Estats Units, i és el principal conseller militar del President, del Consell de Seguretat Nacional, el Consell de Seguretat Interior i del Secretari del Defensa. Si bé el President de la Junta de Caps d'Estat Major està per damunt de tota la resta d'oficials a l'escalafó, no té cap mena d'autoritat de comandament operatiu sobre les Forces Armades, sinó que assisteix al President i a Secretari de Defensa en l'exercici de les seves funcions de comandament.
El President de la Junta convoca les reunions i coordina els esforços de la Junta de Caps dels Estats Majors (JCS), un cos conseller format pel President, el Vicepresident, els caps de l'Estat Major d'Exèrcit i de la Força Aèria, el Cap d'Operacions Navals i el Comandant del Cos de Marines. L'Estat Major Conjunt està sota la direcció exclusiva del President.

## Rerefons

### Autoritat

Insígnia de la Junta de Caps d'Estat Major

Encara que el càrrec de President de la Junta de Caps de l'Estat Major és considerat com a molt important i d'alt prestigi, ni el President ni el Vicepresident, ni l'Estat Major Conjunt com a cos té cap mena d'autoritat sobre les forces en combat. La Llei Goldwater-Nichols situa la cadena de comandament del President al Secretari del Defensa i directament als comandants dels Comandaments Unificats de Combat. Malgrat això, els caps tenen autoritat en el nomenament del personal i per supervisar els recursos i el personal destinats als comandaments de combat dels seus serveis respectius. El President també pot transmetre comunicacions del President o del Secretari de Defensa als comandants combatents, així com enviar-los fons addicionals si és necessari. També realitza altres funcions descrites al 10è Títol del Codi dels Estats Units, o assignar la seva missió i responsabilitats a altres oficials a l'estat major conjunt en el seu nom.

### Assistents
El President de la Junta de Caps d'Estat Major és assistit pel Director de l'Estat Major Conjunt, un oficial de 3 estrelles. L'Estat Major Conjunt està format aproximadament pel mateix nombre d'oficials de cadascuna de les armes de les Forces Armades, els quals han estat nomenats per assistir al President en la direcció estratègica unificada, operació i integració de les forces combatents de terra, mar i aire.
Entre 2005 i 2008 el President ha estat aconsellat en assumptes del personal allistat pel Conseller del President del Personal Allistat, que serví com a conducte comunicatiu entre el President i els consellers allistats superiors (sergents majors, contramestres en cap) dels comandaments de combat, tot i que aquest càrrec actualment és inactiu.

### Nomenament i rang
El President és nomenat pel President dels Estats Units i ha de ser confirmat per un vot majoritari del Senat. Pels seus estatus, el President ha de ser un General de 4 estrelles o Almirall.
Tot i que el primer ocupant del càrrec, Omar Bradley, va rebre una cinquena estrella, els CJCS no la reben per sí, i la promoció de Bradley va estar políticament motivada per no permetre que el seu subordinat Douglas MacArthur, tingués un rang superior.
Durant la dècada de 1990 van haver diverses propostes als cercles acadèmics del Departament de Defensa per concedir un rang de 5 estrelles al President de la Junta de Caps de l'Estat Major.

D'acord amb la Taula de Pagaments Militars del 2011, efectiva des de l'1 de gener, els que serveixen com a President, Vicepresident, membre de l'Estat Major Conjunt, Cap d'Operacions Navals, Comandant del Cos de Marines, Cap de l'Estat Major de l'Exèrcit i de la Força Aèria o Comandant d'un comandament combatent, el sou bàsic és de $220.263,50.-

## Llistat de Presidents

### Cap de l'Estat Major del Comandant en Cap (càrrec històricament anterior)
|    | Nom                   | Foto             | Branca | Accés al càrrec      | Final del càrrec   |
| -- | --------------------- | ---------------- | ------ | -------------------- | ------------------ |
| 1. | FADM William D. Leahy | William D. Leahy | USN    | 20 de juliol de 1942 | 21 de març de 1949 |

### Presidents de la Junta de Caps d'Estat Major
| No.           | Foto               | Nom                                    | Ocupació del Càrrec  | Ocupació del Càrrec    | Ocupació del Càrrec | Secretaris sota els que servi:                                         | Nomenat pel President:    |
| No.           | Foto               | Nom                                    | Inici                | Final                  | Dies de servei      | Secretaris sota els que servi:                                         | Nomenat pel President:    |
| ------------- | ------------------ | -------------------------------------- | -------------------- | ---------------------- | ------------------- | ---------------------------------------------------------------------- | ------------------------- |
| 1.            | Omar Bradley       | General de l'Exèrcit Omar Bradley, USA | 19 d'agost de 1949   | 15 d'agost de 1953     | 1457                | Louis A. Johnson George C. Marshall Robert A. Lovett Charles E. Wilson | Harry Truman              |
| 2.            | Arthur W. Radford  | Almirall Arthur W. Radford, USN        | 15 d'agost de 1953   | 15 d'agost de 1957     | 1461                | Charles E. Wilson                                                      | Dwight D. Eisenhower      |
| 3.            | Nathan Twining     | General Nathan F. Twining, USAF        | 15 d'agost de 1957   | 30 de setembre de 1960 | 1142                | Charles E. Wilson Neil H. McElroy Thomas S. Gates                      | Dwight D. Eisenhower      |
| 4.            | Lyman Lemnitzer    | General Lyman Lemnitzer, USA           | 1 d'octubre de 1960  | 30 de setembre de 1962 | 729                 | Thomas S. Gates Robert S. McNamara                                     | Dwight D. Eisenhower      |
| 5.            | Maxwell D. Taylor  | General Maxwell D. Taylor, USA         | 1 d'octubre de 1962  | 1 de juliol de 1964    | 639                 | Robert S. McNamara                                                     | John F. Kennedy           |
| 6.            | Earle Wheeler      | General Earle Wheeler, USA             | 3 de juliol de 1964  | 3 de juliol de 1970    | 2190                | Robert S. McNamara Clark M. Clifford Melvin R. Laird                   | Lyndon B. Johnson         |
| 7.            | Thomas H. Moorer   | Almirall Thomas H. Moorer, USN         | 2 de juliol de 1970  | 1 de juliol de 1974    | 1460                | Melvin R. Laird Elliot Richardson James R. Schlesinger                 | Richard Nixon             |
| 8.            | George S. Brown    | General George S. Brown, USAF          | 1 de juliol de 1974  | 20 de juny de 1978     | 1450                | James R. Schlesinger Donald Rumsfeld Harold Brown                      | Richard Nixon             |
| 9.            | David C. Jones     | General David C. Jones, USAF           | 21 de juny de 1978   | 18 de juny de 1982     | 1458                | Harold Brown Caspar Weinberger                                         | Jimmy Carter              |
| 10.           | John W. Vessey     | General John W. Vessey Jr., USA        | 18 de juny de 1982   | 30 de setembre de 1985 | 1200                | Caspar Weinberger                                                      | Ronald Reagan             |
| 11.           | William J. Crowe   | Almirall William J. Crowe, Jr., USN    | 1 d'octubre de 1985  | 30 de setembre de 1989 | 1460                | Caspar Weinberger Frank Carlucci Dick Cheney                           | Ronald Reagan             |
| 12.           | Colin Powell       | General Colin Powell, USA              | 1 d'octubre de 1989  | 30 de setembre de 1993 | 1460                | Dick Cheney Les Aspin                                                  | George H.W. Bush          |
| (en funcions) | David E. Jeremiah  | Almirall David E. Jeremiah, USN        | 1 d'octubre de 1993  | 24 d'octubre de 1993   | 23                  | Les Aspin                                                              | Bill Clinton              |
| 13.           | John Shalikashvili | General John Shalikashvili, USA        | 25 d'octubre de 1993 | 30 de setembre de 1997 | 1436                | Les Aspin William J. Perry William S. Cohen                            | Bill Clinton              |
| 14.           | Hugh Shelton       | General Hugh Shelton, USA              | 1 d'octubre de 1997  | 30 de setembre de 2001 | 1460                | William S. Cohen Donald Rumsfeld                                       | Bill Clinton              |
| 15.           | Richard B. Myers   | General Richard B. Myers, USAF         | 1 d'octubre de 2001  | 30 de setembre de 2005 | 1460                | Donald Rumsfeld                                                        | George W. Bush            |
| 16.           | Peter Pace         | General Peter Pace, USMC               | 1 d'octubre de 2005  | 30 de setembre de 2007 | 729                 | Donald Rumsfeld Robert M. Gates                                        | George W. Bush            |
| 17.           | Michael Mullen     | Almirall Michael Mullen, USN           | 1 d'octubre de 2007  | 30 de setembre de 2011 | 1460                | Robert M. Gates                                                        | George W. Bush            |
| 18.           |                    | General Martin Dempsey, USA            | 1 d'octubre de 2011  | 25 de setembre de 2015 | 1455                | Leon Panetta Chuck Hagel Ashton Carter                                 | Barack Obama              |
| 19.           |                    | General Joseph Dunford, USMC           | 1 d'octubre de 2015  | --                     | 3470                | Ashton Carter James Mattis                                             | Barack Obama Donald Trump |

## Presidents de la Junta de Caps de l'Estat Major per Branca de Servei
- Exèrcit - 9
- Marina - 4
- Força Aèria - 4
- Cos de Marines - 2

Aquesta relació no inclou ni al Cap de l'Estat Major del CINC FADM Leahy ni a l'ADM Jeremiah, en funcions.